# Rule/Sparkle
Rule/Sparkle è il 45º singolo della cantante giapponese Ayumi Hamasaki, pubblicato il 25 febbraio 2009 e contenuto nell'album Next Level. La canzone Rule fa da colonna sonora al film Dragonball Evolution, mentre Sparkle è stata scelta come brano per lo spot di una automobile della Honda, la Zest Spark.

## Pubblicazione
Rule/Sparkle è stata pubblicata in tre diversi formati, uno costituito da CD+DVD, e altri due costituiti solo dal CD. Akira Toriyama, il creatore del celeberrimo manga e anime Dragon Ball, ha ricevuto la richiesta da parte della casa discografica Avex Trax di disegnare un'illustrazione di Ayumi nei panni di Goku per la cover del CD e del DVD.

## Tracce
Versione A (CD+DVD)
CD
1. Rule (Ayumi Hamasaki, Watanabe Miki, HΛL)
2. Sparkle (Ayumi Hamasaki, Hara Hazuhiro)
3. Rule (80kidz's "No More Rule" mix) - 4:52
4. Rule (Remo-con "tech dance" remix) - 6:45
5. Rule (Instrumental) - 4:08
6. Sparkle (Instrumental) - 4:32

DVD
1. Rule (Music clip) - 4:25
2. Rule (Making clip) - 3:17

Versione B (CD)
1. Rule (Ayumi Hamasaki, Watanabe Miki, HΛL)
2. Sparkle (Ayumi Hamasaki, Hara Hazuhiro)
3. Days (8-bits of tears YMCK remix) - 4:22
4. Days (Acoustic Orchestra version) - 5:18
5. Rule (80kidz's "No More Rule" mix) - 4:52
6. Rule (Remo-con "tech dance" remix) - 6:45
7. Rule (Instrumental) - 4:08
8. Sparkle (Instrumental) - 4:32

Versione C (CD)
1. Rule (Ayumi Hamasaki, Watanabe Miki, HΛL)
2. Sparkle (Ayumi Hamasaki, Hara Hazuhiro)
3. Green (CMJK Spring Storm mix) - 5:46
4. Green (Acoustic Orchestra version) - 4:57
5. Rule (80kidz's "No More Rule" mix) - 4:52
6. Rule (Remo-con "tech dance" remix) - 6:45
7. Rule (Instrumental) - 4:08
8. Sparkle (Instrumental) - 4:32

## Classifiche

### Classiche musicali Oricon
| Classifica             | Posizione più alta | Totale vendite |
| ---------------------- | ------------------ | -------------- |
| Classifica giornaliera | numero 1           | 42,863         |
| Classifica settimanale | numero 1           | 95,309         |
| Classifica mensile     | numero 4           | 126,010        |
| Classifica annuale     |                    |                |

### Classifiche musicali Billboard Japan
| Data             | Classifica        | Posizione più alta |
| ---------------- | ----------------- | ------------------ |
| 25 febbraio 2009 | Hot 100           | numero 1           |
| 25 febbraio 2009 | Hot Singles Sales | numero 1           |

### Classifiche digitali
| Classifica                               | Posizione più alta |
| ---------------------------------------- | ------------------ |
| Recochoku Chaku-Uta                      | numero 2           |
| Recochoku Chaku-Uta Melody               | numero 1           |
| Recochoku Chaku-Uta Movies               | numero 1           |
| Recochoku Chaku-Uta - Ranking all        | numero 1           |
| Mu-mo Song Download Chart                | numero 1           |
| Dwango Truetone Ringtones (Chaku Uta)    | numero 1           |
| Dwango Polyphonic Ringtones (Chaku Mero) | numero 1           |
| USEN                                     | numero 1           |